# Uberaba (gemeente)
Uberaba is een Braziliaanse stad en gemeente in de deelstaat Minas Gerais. De stad is gelegen in de mesoregio Triângulo Mineiro e Alto Paranaíba en van de gelijknamige microregio Uberaba. Ze maakt deel uit van de Triângulo Mineiro.
Uberaba telt ongeveer 340.277 inwoners en is 4.512 km² groot. De stad is gelegen aan de Uberaba en ligt ruim 25 kilometer ten noorden van de Rio Grande, vlak bij de grens met de staat São Paulo.

## Geschiedenis
De stad werd in 1820 gesticht door sergeant ("sargento-mor") Antônio Eustáquio da Silva e Oliveira onder de naam Santo Antônio e São Sebastião do Uberaba. Uberaba is afkomstig uit het Tupi en betekent "helder water". Uberaba werd in 1836 een stad.

## Aangrenzende gemeenten
De gemeente grenst aan Água Comprida, Conceição das Alagoas, Conquista, Delta, Indianópolis, Nova Ponte, Sacramento, Uberlândia, Veríssimo, Aramina (SP), Igarapava (SP) en Miguelópolis (SP).

## Economie
Uberaba is een belangrijk handelscentrum voor de omliggende landbouw en (pluim)veeteelt en heeft een aanzienlijke chemische industrie.

## Verkeer en vervoer
De plaats ligt aan de radiale snelweg BR-050 tussen Brasilia en Santos. Daarnaast ligt ze aan de wegen BR-262, BR-464 en MG-427.